# Ясногородська сільська рада (Єланецький район)
Ясногоро́дська сільська́ ра́да — колишній орган місцевого самоврядування в Єланецькому районі Миколаївської області. Адміністративний центр — село Ясногородка.

## Загальні відомості
- Населення ради: 1 086 осіб (станом на 2001 рік)

## Історія
Миколаївська обласна рада рішенням від 11 липня 2014 року виключила з облікових даних село Покровка Ясногородської сільради.

## Населені пункти
Сільській раді підпорядковані населені пункти:
- с. Ясногородка
- с. Бугорок
- с. Гражданка
- с. Крутоярка
- с. Михайлівка
- с. Новоявленка
- с. Півні

## Склад ради
Рада складається з 14 депутатів та голови.
- Голова ради: Готшалюк Руслан Володимирович
- Секретар ради: Герасимчук Раїса Сарафонівна

### Керівний склад попередніх скликань
| ПІБ                           | Основні відомості                                                                      | Дата обрання | Дата звільнення |
| ----------------------------- | -------------------------------------------------------------------------------------- | ------------ | --------------- |
| Готшалюк Руслан Володимирович | Сільський голова, 1974 року народження, безпартійний                                   | 26.03.2006   | 31.10.2010      |
| Решетняк Тетяна Миколаївна    | Секретар сільської ради, 1968 року народження, член Народної партії                    | 26.03.2006   | 31.10.2010      |
| Герасимчук Раїса Сарафонівна  | Секретар сільської ради, 1973 року народження, освіта середня спеціальна, позапартійна | 31.10.2010   |                 |

Примітка: таблиця складена за даними сайту Верховної Ради України